# Leptogorgia euryale
Leptogorgia euryale is een zachte koraalsoort uit de familie Gorgoniidae. De koraalsoort komt uit het geslacht Leptogorgia. Leptogorgia euryale werd in 1952 voor het eerst wetenschappelijk beschreven door Bayer. 